# La Heutte
La Heutte là một đô thị ở huyện Courtelary ở bang Bern của Thụy Sĩ. Đô thị này nằm ở khu vực nói tiếng Pháp Bernese Jura (Jura Bernois). Đô thị này có diện tích 8 km², dân số năm 2005 là 509 người.
La Heutte nằm ở hạ lưu Vallon de Saint-Imier, cách thị xã Bienne 6 km.